# 25 juin aux Jeux méditerranéens de 2022
Le samedi 25 juin aux Jeux méditerranéens de 2022 est le jour de la cérémonie d'ouverture des Jeux méditerranéens et deuxième jour de compétition.

## Faits marquants
Comme le premier jour, seul le water-polo sera à l'ordre du jour sur le plan sportif. Pendant la soirée de ce 25 juin 2022 à 20 h 30 (heure locale), au Stade olympique d'Oran, la cérémonie d'ouverture des Jeux méditerranéens durera 2 heures et 30 minutes. Devant plus de 40 000 spectateurs.

## Programme
| Heure UTC+1 (Oran)                            |               |
| bleu                                          | Cérémonie     |
| neutre                                        | Épreuve       |
| or                                            | Finale        |
| orange                                        | Petite finale |
| rose                                          | Reporté       |
| gris                                          | Annulé        |
| Compétition masculine                         | Hommes        |
| Compétition féminine                          | Femmes        |
| Compétition mixte (hommes et femmes mélangés) | Mixte         |
| Compétition en couple (1 homme et 1 femme)    | Couple        |
| modifier                                      |               |

| Horaire | Discipline Spécialité | Discipline Spécialité       | Discipline Spécialité | Phase                      | Résultats               | Références |
| ------- | --------------------- | --------------------------- | --------------------- | -------------------------- | ----------------------- | ---------- |
| 10 h 00 |                       | Water-polo Tournoi masculin | Compétition hommes    | Tour Préliminaire Groupe B | Portugal 10 - 15 France | ,          |
| 12 h 00 |                       | Water-polo Tournoi masculin | Compétition hommes    | Tour Préliminaire Groupe B | Serbie 22 - 6 Slovénie  | ,          |
| 20 h 30 |                       | Cérémonie d'ouverture       | -                     | Cérémonie                  | -                       | -          |